# Usine Ōfuna

L' usine Ōfuna (東日本旅客鉄道大船工場, Higashi Nihon ryokaku tetsudō ōfuna kōjō)  était une usine de matériel roulant de la East Japan Railway Company (JR East) située à Kajiwara , dans la ville de Kamakura , dans la préfecture de Kanagawa . La gare la plus proche est la gare de Shonan Fukasawa(SMR4  湘南深沢駅)  sur la ligne du Monorail Shōnan Enoshima .

## Contexte
Dans le passé, le site était utilisé comme rizière.
À partir de 1942 environ, le terrain appartient au ministère de la Marine et au ministère des Transports, et en 1945, le terrain a été acquis par les chemins de fer nationaux japonais.
Il se situe à moins de 600m du dépôt de Kamakura ,mais les deux sites n'étaient pas reliés entre eux par une voie ferrée en raison de la rivière Kashio.
Ce site était responsable des inspections de pièces importantes et des inspections générales . En 2000, il a fusionné avec le département d'inspection et de réparation du dépôt ferroviaire d'Ōfuna pour former le Kamakura General Rolling Stock Yard (district de Fukasawa, rebaptisé plus tard Kamakura General Rolling Stock Center ou dépôt de Kamakura ).Les opérations étaient très différentes après l'intégration, néanmoins ils ont continué à inspecter et à réparer les trains de la zone métropolitaine. Même après la fusion, on l'appelait encore par habitude «Ōfuna Factory».
Avec le temps, les travaux d'inspection ont été réduits en raison de la révision des techniques de maintenance, en corolaire de l'augmentation du "matériel roulant de nouvelle série" après la série 209. Les travaux de maintenance ont été confiés de plus en plus aux Tokyo General Rolling Stock Center et Omiya General Rolling Stock Center. In fine, le 9 février 2006 (Heisei 18),Les travaux d'inspection des trains se sont arrêtés, et le site a été fermé le 31 mars de la même année.

## Site
La voie d'entrée/sortie du site d'Ōfuna longe la ligne Yokosuka entre les gares de Ōfuna et Kita Kamakura, dans la direction de Kurihama, puis rebrousse chemin, il n'est donc pas possible d'entrer/sortir directement. Il y avait autrefois une usine navale (Yokosuka Naval Arsenal Fukasawa branch factory) dans cette zone, et après la fin de la guerre du Pacifique, la JNR à reçu l'autorisation du GHQ et a construit le site et la voie de liaison.
À l'époque de la JNR, la société a non seulement réparé des trains, mais également réparé et rénové des voitures.
Sur les lieux, il y a une "tour de pleurs" (Nakito 泣塔) désignée comme bien culturel matériel de la ville de Kamakura. Il y a aussi le dépôt du Monorail Shōnan à proximité. De plus, l’arrêt de bus de la compagnie Shonan Keikyu le plus proche a été renommé Kamakura Sogo Sharyo (usine Ofuna) jusqu'à présent.
Il a été signalé que le coût total de la démolition du bâtiment et des coûts de lutte contre la pollution du site, qui était contaminé par du plomb, etc., dépasse le prix de vente prévu de plusieurs milliards de yens,, et la ville de Kamakura et JR Est mènent des discussions, elles se sont poursuivies, mais initialement le traitement des sols devait être réalisé de 2012 à 2014 . La ville de Kamakura continue de promouvoir des projets de développement complets dans les zones environnantes .
- Abréviations sur la carrosserie d'un véhicule remis à neuf 
  - "KK": Centre de matériel roulant général de Kamakura (KamaKura)
  - "OF": Usine Ōfuna (ŌFuna)

## Historique

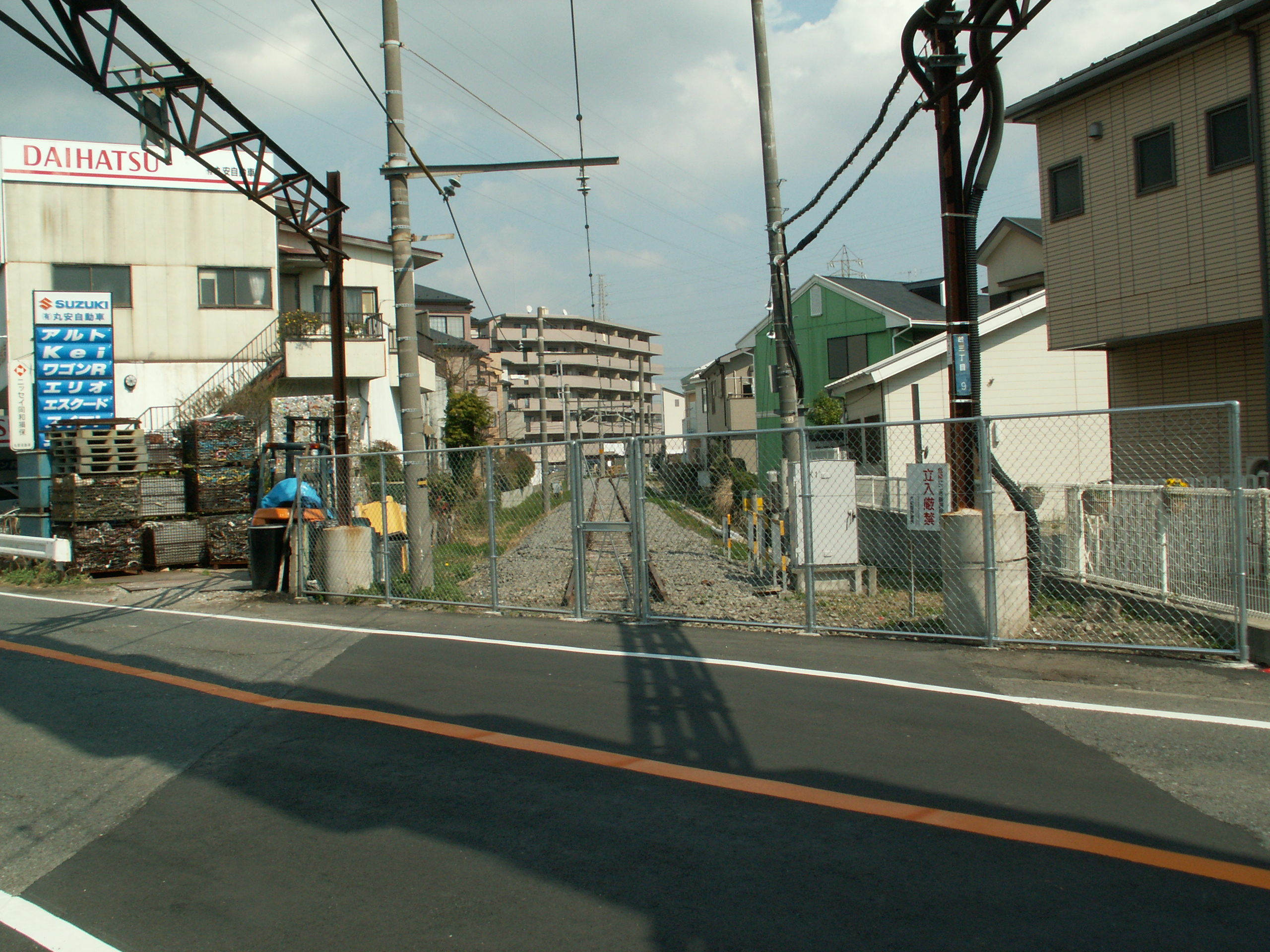
Site l'ancienne voie d'accès

- 1945 (Showa 20) 1er décembre - Le département des machines d'Oi (aujourd'hui Tokyo General Rolling Stock Center) a démarré en tant qu'usine secondaire d'Ōfuna .
- 1950 (Showa 25) 1er avril - Séparé en tant que département des machines Ōfuna .
- 1952 (Showa 27) - Début des opérations de réparation les trains.
- 1er avril 1987 (Showa 62) - Succède à JR East en raison de la division et de la privatisation de JNR . Est devenu sous la juridiction du siège régional de Tokyo .
- 1er octobre 1996 - Transféré à la succursale de Yokohama
- 2000 (Heisei 12) 1er juillet -Fusionne avec le district ferroviaire d'Ōfuna (département d'inspection et de réparation) pour devenir le dépôt général de Kamakura (district de Fukasawa).
- 2004 (Heisei 16) 1er juin - Rebaptisé Kamakura General Vehicle Center .
- 2006 (Heisei 18) 9 février - Travaux d'inspection terminés.
  - 31 mars - Officiellement fermé ce jour. En conséquence, le site de Nagashima sera rebaptisé "Kamakura Rolling Stock Center" et est l'actuel dépôt de Kamakura.

## Trains affectés

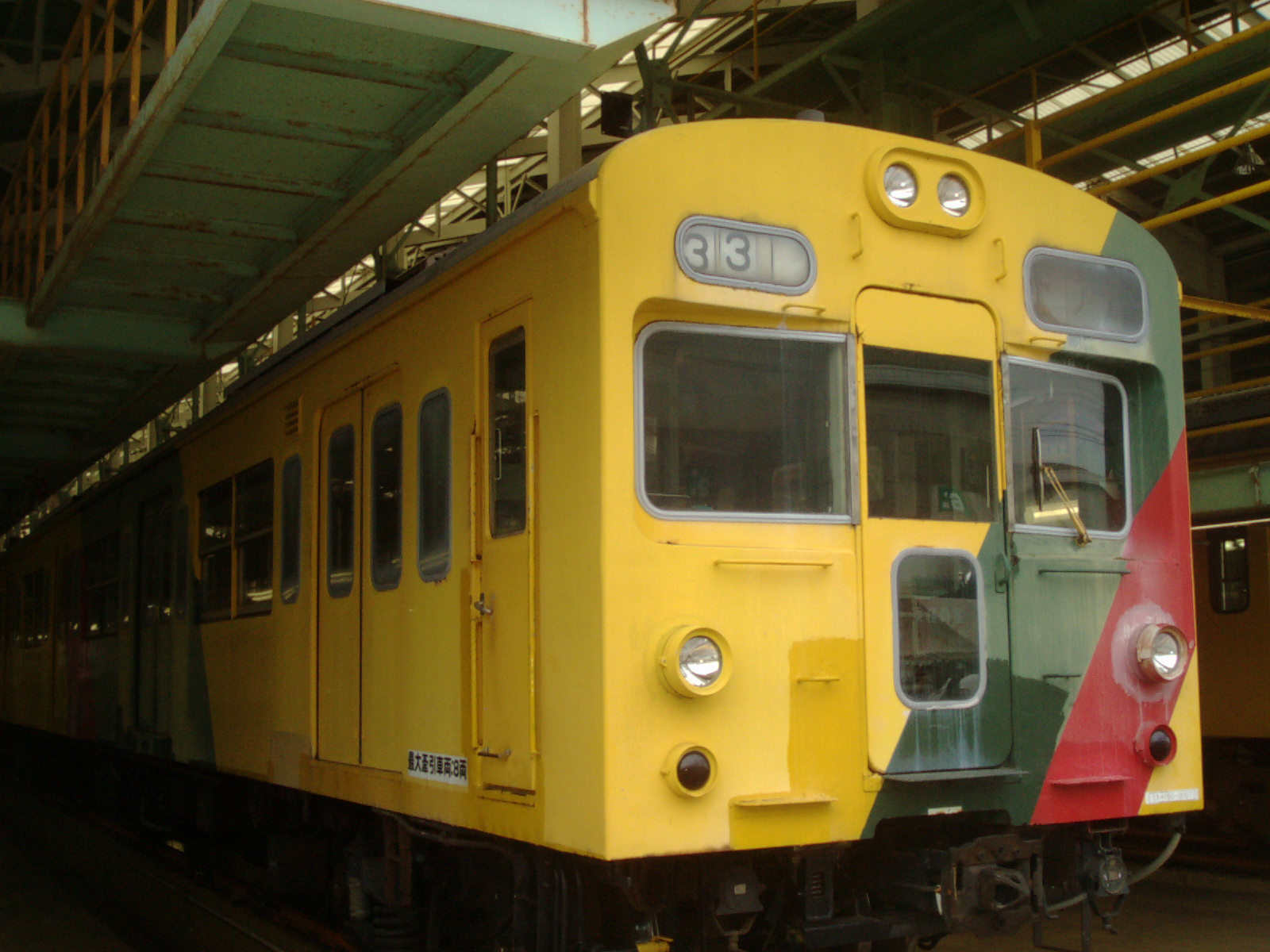
La série 103 de manœuvre coté Kumoha 102

Les véhicules suivants, y compris le Kumor 145 et le Kuru 144 (numéro d'origine inconnu), ont été utilisés comme véhicules de manœuvre sans immatriculation. Leur utilisation a été interrompue en raison de la fin des activités dans l'usine.
- Type Kumoya 145
  - 2 voitures (Kumoya 145-2, 111)

- trains de la série 103
  - Deux voitures exploitées séparément (Kumoha 103-11 + Kumoha 102-1201) ont été combinées et utilisées après avoir déplacé le pantographe, ajouté plus de phares et changé la couleur de la peinture.

## Voitures fabriquées
Après la privatisation en 1987, et dans le but de maintenir et d'améliorer les capacités techniques internes, des trains de la série 107 ont été nouvellement construits dans chaque usine de la JR East, et l'usine Ōfuna était également chargée de la construction de certains d'entre eux. Les blocs de carrosserie ont été achetés à Tokyu Vehicle Manufacturing ,, l'équipement et l'assemblage intérieur ont été réalisés dans l'usine d'Ofuna  .
L’expérience dans la fabrication des trains de la série 209 a ensuite été mise à profit à l' usine de matériel roulant de Niitsu, qui a été créée en octobre 1994 .
- Train de la série 107
  - Douze éléments ont été construits entre 1988 et 1990. McTc'1,4,8,101,111,114
  - Parmi ceux-ci, McTc'114 a été transféré à Joshin Electric Railway en 2017 et est toujours en activité .

- Train de la série 205
  - Neuf voitures ont été construites entre 1989 et 1991. MM'230, 512, 513, TcTc'513, T145
  - 6 d'entre eux (dont 2 voitures témoins) sont de la série 500 pour Sagami Line .

- Train de la série 209
  - Entre 1992 et 1994, 14 voitures (uniquement des voitures intermédiaires, dont 2 voitures qui sont apparues comme la série 901) ont été fabriquées. MM'24,39,70,T923,924,48,51,52,74,135,136

- Train de la série 217
  - Entre 1996 et 1998, 12 voitures (voitures intermédiaires uniquement) ont été construites. MM'2021,2039,2059,T2021,2022,2039,2040,2059,2060